# Resolution 1707 des UN-Sicherheitsrates
Die Resolution 1707 des UN-Sicherheitsrates ist eine Resolution zur Situation in Afghanistan, die der Sicherheitsrat der Vereinten Nationen am 12. September 2006 auf seiner 5521. Sitzung einstimmig angenommen hat. Bei der Resolution handelt es sich um eine Maßnahme nach Kapitel VII der Charta der Vereinten Nationen. Gegenstand dieser Resolution ist die Autorisierung der International Security Assistance Force (ISAF) für weitere zwölf Monate. Die Resolution erlaubt den Staaten, die an der ISAF beteiligt sind, alle erforderlichen Maßnahmen zu ergreifen, um das Mandat zu erfüllen und verlangt auch eine Stärkung von ISAF durch die Mitgliedsstaaten durch Geld, Material und anderen Mittel.
Der Sicherheitsrat berief sich auf seine früheren Resolutionen zu Afghanistan, insbesondere die Sicherheitsratsresolutionen 1386, 1413, 1444, 1510, 1563, 1623 und 1659.
Außerdem bezieht sich die Resolution auf die Sicherheitsratsresolutionen 1368 und 1373. In diesem Zusammenhang drückt der Sicherheitsrat seine Besorgnis über die allgemeine afghanische Sicherheitssituation und die wachsende Zahl Opfern unter der Zivilbevölkerung, unter anderem durch die Verbindung von terroristischen Aktionen von Taliban, al-Qaida und in den Drogenhandel Verwickelten.
Mit der Resolution drückte der Sicherheitsrat seine Unterstützung der Afghanischen Armee und der afghanischen Sicherheitskräfte aus und begrüßt die Ausweitung der ISAF in den Süden Afghanistans und die geplante Ausweitung der Mission in den Osten des Landes und die bessere Koordinierung zwischen ISAF und den Teilnehmern an der Operation Enduring Freedom. Der Sicherheitsrat sah in der Situation in Afghanistan weiterhin eine Gefahr für den Frieden und die Sicherheit in der Welt und entschied, weiterhin aktiv mit der Problematik befasst zu bleiben.